# Alekszandr Mihajlovics Gorcsakov
Alekszandr Mihajlovics Gorcsakov, oroszul: Александр Михайлович Горчаков, (Hapsal, 1798. június 15. (Julián: június 4.) – Baden-Baden, Badeni Nagyhercegség, 1883. március 11. (Julián: február 27.)) orosz főrend, a Gorcsakov hercegi család tagja, cári diplomata és államférfi I. Sándor és II. Sándor cár uralkodásának idején. Nagykövet Bécsben és Berlinben, 1856–1882 között az Orosz Birodalom külügyminisztere, 1867–1883 között Oroszország utolsó államkancellárja, az európai nagyhatalmi játszmák aktív részese, az orosz–francia katonai szövetség előkészítője.

## Élete

### Származása
Alekszandr Mihajlovics az orosz Gorcsakov hercegi családból származott, amely őseit egészen a Rurikidákig vezette vissza. Édesapja Mihail Alekszejevics Gorcsakov herceg, cári vezérőrnagy (1768–1831) volt, édesanyja Helena (Jelena) Dorothea von Fersen bárónő (1766–1822), Johann Gustav von der Osten-Sacken báró alezredesnek (1727–1792), Szászország szentpétervári nagykövetének özvegye.
Szülei házasságából öt gyermek született, harmadikként Mihail, az egyetlen fiú:
- Anna Mihajlovna Gorcsakova (1793–1854), aki 1808-ban feleségül ment Lev Ivanovics Szollogub gróf alezredeshez (1785–1840k).
- Jelena Mihajlovna Gorcsakova (1794–1855), aki 1809-ben Jegor (Georgij) Matvejevics Kantakuzen ezredeshez, a román eredetű Cantacuzino hercegi család tagjához ment feleségül.
- Alekszandr Mihajlovics Gorcsakov (1798–1883), az Orosz Birodalom külügyminisztere, államkancellárja.
- Jelizaveta Mihajlovna Gorcsakova (1800–1840), aki 1825-ben feleségül ment Mihail Mihajlovics Oboljanyinovhoz (1790–1856), a Preobrazsenszkij testőrgárda ezredeséhez, aki a borogyinói csatában vesztette el egyik lábát. Mihail az unokaöccse volt Pjotr Hriszanfovics Oboljanyinov gyalogsági tábornoknak (1752–1841), az 1801-ben meggyilkolt I. Pál cár egykori kegyencének.
- Szofija Mihajlovna Gorcsakova (1802–1836), aki Avram Petrovics Hvosinszkij báróhoz ment feleségül. Gyermekeinek születése után fiatalon meghalt tüdőbajban.

Anyjának első házasságából egy féltestvére született, Karl von der Osten-Sacken báró (1787–1855), aki később Alekszandra Iljinicsna Tolsztaja grófnőt (1795–1841), Lev Nyikolajevics Tolsztoj író (1828–1910) anyai nagynénjét vette feleségül.
Másodfokú apai unokafivére volt Pjotr Dmitrijevics Gorcsakov gyalogsági tábornoknak (1790–1868) és Mihail Dmitrijevics Gorcsakov tüzérségi tábornoknak (1793–1861), Dmitrij Petrovics Gorcsakov herceg (1758–1824) fiainak, akik fiatalon részt vettek a napóleoni háborúkban.
Az észtországi Hapsalban (ma Haapsalu) született. Az igen előkelő Carszkoje Szeló-i Cári Gimnáziumba járt, Szentpétervár közelében. Egyik osztálytársa Alekszandr Puskin volt, a költő. Tanulmányainak befejezése után külügyi szolgálatra jelentkezett.

### Diplomáciai szolgálatban

#### Pályájának kezdete
1819-ben Gorcsakov belső kamarási címet (Kammerjunker) kapott, és 1820–21 között Nesselrode gróf, államtitkár-külügyminiszter mellett dolgozott. 1920 októberében részt vett a Szent Szövetség főminisztereinek troppaui találkozóján, ahol az európai forradalmi mozgolódások elleni közös fellépésről tárgyaltak. 1821 januárjában ott volt a Szent Szövetség laibachi kongresszusán, ahol az 1820-as nápolyi polgári forradalom leveréséről döntöttek. A Szövetség megbízásából májusban osztrák csapatok vonultak be Nápolyba és helyreállították I. Ferdinánd király abszolutisztikus hatalmát. Gorcsakov részt vett a Szent Szövetség következő, veronai kongresszusán is, 1822 októberében, ahol egyfelől elutasították a görög nemzeti függetlenségi nyilatkozatot (Nagy-Britannia tiltakozása ellenére), másfelől megbízták Franciaországot, fegyveresen törje le a spanyol liberális forradalmat, és állítsa helyre a spanyol Bourbon-ház uralmát. Tanúja volt Nagy-Britannia kiválásának, látta a Metternich által dominált Szent Szövetség lassú bomlásának jeleit.
1822-ben kinevezték a londoni, 1827-ben a római orosz követség titkárává. 1828-ban Berlinbe, Poroszország fővárosába helyezték követségi tanácsosnak, innen egy rövid firenzei konzulátusi gyakorlat után 1833-ban a bécsi orosz nagykövetség tanácsosa lett. 1838-ban házasságkötése miatt kénytelen volt lemondani beosztásáról, de már 1839-ben visszatérhetett bécsi állomáshelyére.

#### Házassága

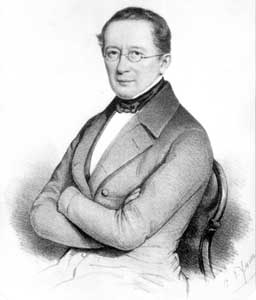
A. M. Gorcsakov 1840 körül

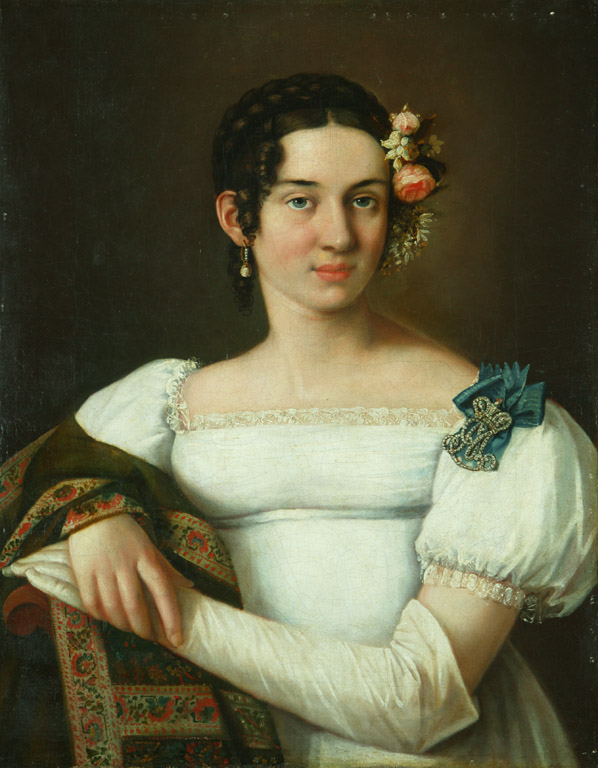
Marija A. Muszina-Puskina, született Uruszova

1838. július 17-én, 40 éves korában megnősült. Feleségül vette a 37 éves Marija Alekszandrovna Uruszova hercegnő-grófnét (1801–1853), Alekszandr Mihajlovics Uruszov herceg, főkamarás (1766–1853), moszkvai udvari kincstárnok és Jekatyerina Pavlovna Tatyiscseva grófnő (1775–1855) leányát, Ivan Alekszejevics Muszin-Puskin gróf vezérőrnagy (1783–1836) özvegyét, akinek első házasságából már öt gyermeke volt, fiai katonai és diplomáciai szolgálatban álltak. A Gorcsakovval kötött házasságból két fiú született:
- Mihail Alekszandrovics Gorcsakov(wd) (1839–1897), diplomata, titkos tanácsos
- Konsztantyin Alekszandrovics Gorcsakov(wd) (1841–1926), Kijev alkormányzója, udvari főistállómester (Hofstallmeister), titkos tanácsos, aki 1868-ban Marija Mihajlovna Sturdza hercegnőt (1849-1905), Mihail Sturdza(wd) moldovai bojár (hospodar) leányát vette feleségül.

A házasság majdnem Gorcsakov karrierjébe került. Marija Alekszandrovna Uruszova híres moszkvai szépasszony volt, anyai nagybátyja Dmitrij Pavlovics Tatyiscsev gróf (1767–1845) volt, 1822 óta Oroszország bécsi nagykövete, Gorcsakov hivatali felettese. 1838-ra Tatyiscsev gróf látása már megromlott, a diplomáciai munkát Gorcsakov tanácsosra hagyta, ő maga viszont nagy lábon élt Bécsben, szórta a a pénzt, hatalmas adósságot halmozott fel, és unokaöccseinek és -húgainak, köztük Marija Alekszandrovnának vagyonát élte fel. Ellenezte unokahúgának Gorcsakovval kötendő házasságát és erőteljesen intrikált ellene Bécsben. Metternich kancellár – aki Pjotr V. Dolgorukov herceg, történetíró (1816–1868) szerint „amúgy sem kedvelte Gorcsakov herceget orosz lelke, pontos ismeretei, egyenes beszéde miatt” – a Tatyisevvel zajló ellentét ürügyén tudtára adta: helyeselné, ha távozna Bécsből. Gorcsakov ragaszkodott jövendőbelijéhez, inkább lemondott követségi állásáról, hazautazott és feleségül vette az özvegy grófnét. Egy évvel később, 1839-ben apósának, Uruszov hercegnek befolyásos családja elérte, hogy Gorcsakov visszanyerje bécsi állomáshelyét.

#### Oroszország nagykövete a Német Szövetségben
Első önálló diplomáciai megbízatására 1841-ben Stuttgartba, a Württembergi Királyság székhelyére utazott, hogy tárgyaljon a Károly Frigyes trónörökös herceg és Olga Nyikolajevna nagyhercegnő, I. Miklós cár leánya között tervezett házasságkötésről. Az esküvőre 1846. július 13-án került sor Peterhofban, utána Gorcsakov több éven át rendkívüli és meghatalmazott követként Württembergben maradt. Stuttgarti állomáshelyéről közelről figyelhette az 1848-1849-es dél-németországi és frankfurti forradalmi eseményeket. Az 1848–49-es forradalom és szabadságharc idején bécsi kapcsolatain keresztül ő is aktív szerepet játszott azokban a politikai machinációkban, melyek révén I. Ferdinánd császárt lemondatták unokaöccse, Ferenc József főherceg javára. Egyetértett az 1849-es magyarországi orosz intervencióval.
1850 végén kinevezték Frankfurt am Mainba, a Német Szövetséghez delegált orosz nagykövetté. A stuttgarti királyi udvarhoz szóló különleges kinevezése továbbra is érvényben maradt. A Német Szövetség politikáját Oroszország igyekezett a maga érdekei szerint befolyásolni. Az 1849 után újjáalakult birodalmi gyűlést az orosz kormány „a közös béke megőrzésének garanciájának” tekintette. Gorcsakov négy évet töltött Frankfurtban; itt ismerte meg a nála 15 évvel fiatalabb, feltörekvő ifjú Otto von Bismarckot, a Porosz Királyság követét. Bismarck ekkor az Oroszországgal való szoros szövetség támogatója volt, erőteljesen támogatta Gorcsakovot, és igyekezett fékezni saját főminiszterének, Otto Theodor von Manteuffelnek oroszellenes vonalát.  A következő években Gorcsakov és Bismarck együttműködése erősödött, különösen 1859–1862 között, amikor Bismarck porosz követként működött Szentpéterváron. (Később, az 1870-es évektől azonban már vetélytársakká váltak a nagyhatalmi politizálásban, és Bismarck ettől kezdve igen becsmérlően nyilatkozott Gorcsakov herceg gondolkodásmódjáról.)
Sem Gorcsakov nagykövet, sem Nesselrode külügyminiszter nem osztotta Miklós cár agresszív véleményét a „keleti kérdésben”, és mindkettőjüket aggodalommal töltötte el az Oszmán Birodalom ellen indított orosz diplomáciai kampány. Az orosz diplomaták megkísérelték Ausztriát Oroszország mellé állítani, de a bécsi kormány nem nyilatkozott egyértelműen. A törökök elleni háborúra készülő orosz hadvezetés nem bízott Ausztria barátságos magatartásában, ezért 1853. június végén megszállta Moldvát és Havasalföldet, hogy a front jobbszárnyát biztosítsa. Bár Ferenc József császár személyes lekötelezettje volt I. Miklós cárnak, az Osztrák Császárság mégsem támogatta Oroszországot,  a krími háborúban, a két állam kapcsolatai megromlottak.
Gorcsakov jelezte a cári kormányzatnak, hogy Nagy-Britannia és Franciaország felléphetnek Oroszország balkáni és kis-ázsiai törekvései ellen. Megpróbálta fenntartani a jó viszonyt Poroszországgal és Ausztriával, amennyire csak lehetőségei engedték.

#### Bécsi nagykövet a krími háború alatt

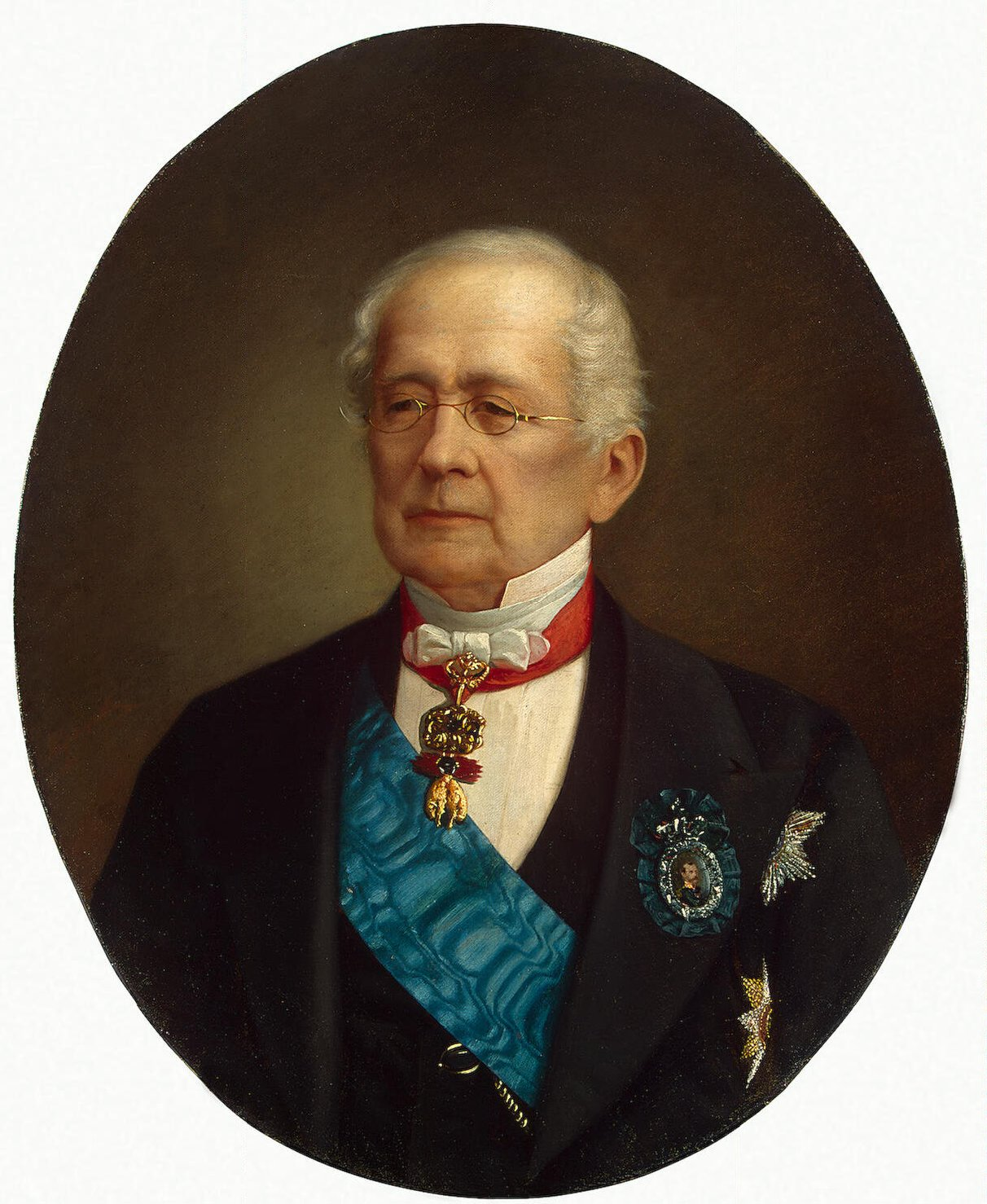
Alekszandr M. Gorcsakov

A dunai román fejedelemségek megszállása miatt 1853. október 16-án az Oszmán Birodalom, maga mögött tudva Nagy-Britannia és Franciaország támogatását, hadat üzent Oroszországnak. November 30-án az orosz Fekete-tengeri flotta, a sinopi tengeri csatában megsemmisítette a török flottát, erre brit és francia flotta, fedélzetén intervenciós csapatokkal behajózott a Fekete-tengerre.
1854. március 11-én brit flottakötelék érkezett a Balti-tengerre, hajói orosz hadikikötőket vettek tüzérségi tűz alá. Március végén Nagy-Britannia és Franciaország hadat üzent Oroszországnak. Áprilisban Paszkevics tábornagy feladta Szilisztra ostromát, mert vereséget szenvedett a török felmentő seregtől. Június 3-án Ausztria felszólította Oroszországot Moldva és Havasalföld kiürítésére. 1854 júniusában brit–francia csapatok szálltak partra Várnában. Az oroszok kiürítették a dunai román fejedelemségeket, és visszavonultak a Prut folyóig.
1854 nyarán I. Miklós cár Gorcsakovot nevezte ki Oroszország ideiglenes bécsi ügyvivőjévé. Elődjét, Pjotr Kazimirovics Meyendorff bárót azért rendelte vissza, mert a krími háború diplomáciai előkészítésekor nem tudta megszerezni Ausztria támogatását. Gorcsakov jó kapcsolatban állt Buol-Schauenstein gróffal, Ausztria külügyminiszterével, de ő sem tudta elérni, hogy Ausztria kiálljon Oroszország mellett. Szeptember közepén brit–francia csapatok szálltak partra a Krím félszigeten, októberben megkezdték a körülzárt Szevasztopol ostromát. 1854 végén az Osztrák Császárság csapatai bevonultak az oroszok által kiürített Moldvába és Havasalföldre, jelenlétük komoly orosz erőket kötött le és vont el a krími fronttól. 1854. december 22-én Ausztria titkos szerződést kötött Franciaországgal, mely szerint amíg Ausztria az oroszellenes szövetség tagja marad, Franciaország garantálja a status quót Észak-Itáliában.
Miklós cár halála (1855. március 2.) után Gorcsakovot kinevezték Oroszország hivatalos bécsi nagykövetévé. Kiutat keresett a konfliktusból, de mozgástere igen szűk volt. A decemberi titkos szerződés értelmében Ausztria Franciaországgal és Nagy-Britanniával együtt készült Oroszország ellen. Tavasszal Bécsben összeült a nagyhatalmak képviselőinek konferenciája, melyen részt vett Édouard Drouyn de Lhuys francia (1805-1881) és Lord John Russell (1792–1878) brit külügyminiszter is. Gorcsakov kitartással és ügyességgel elérte, hogy Ausztria semlegesnek nyilvánítsa magát a konfliktusban. 1855 szeptember elején azonban Szevasztopol elesett, Ausztria feltárta Gorcsakov előtt a titkos szerződés tartalmát és ultimátumban szólította fel Oroszországot, kérjen békét. Gorcsakov szerint Ausztria „az egész világot meglepte hálátlanságával”.
Elődjével ellentétben II. Sándor cár hajlott a megegyezésre, elfogadta Gorcsakov és Nesselrode külügyminiszter irányvonalát. 1856 februárjában Párizsban béketárgyalások kezdődtek, ezeken Gorcsakov is aktívan részt vett, de a március 20-án megkötött párizsi békeszerződést csak az orosz főtárgyaló, Alekszej Fjodorovics Orlov herceg írta alá, Gorcsakov nem.

### Oroszország külügyminisztere

#### Az erőgyűjtés politikája
1856-ban II. Sándor cár Gorcsakovot kinevezte a Birodalom külügyminiszterévé, a leköszönt Karl Robert von Nesselrode (1780–1862) helyére. A tisztséget 1882-ig töltötte be. Amikor elfoglalta beosztását, legfontosabb feladatának azt tartotta, hogy Oroszországot kihozza a krími háború okozta politikai elszigeteltségéből és elégtételt szerezzen a megalázó vereségért, amelyért korábbi szövetségeseinek viselkedését okolta. 1856 augusztusában francia nyelvű körlevelet küldött az orosz külképviseleteknek. Ennek utolsó bekezdése:

„Az Imperátor úgy döntött, gondoskodó figyelmét elsősorban alattvalóinak jólétére fordítja, és erőinket az ország belső erőforrásainak fejlesztésére összpontosítja. E munkáról kifelé csak annyit közlünk, amennyit Oroszország pozitív érdekei elkerülhetetlenül megkívánnak. Szemünkre vetik, hogy bezárkózunk és némaságba burkolózunk. Helyzetünk nem összeegyeztethető sem a joggal, sem a méltányossággal. Azt mondják, duzzogunk. Oroszország nem duzzog, Oroszország erőt gyűjt.”

– Gorcsakov körlevele, 1856. augusztus. (Kiadva 1881-ben.) 

#### Alaszka eladása
A krími vereség következtében Oroszország majdnem államcsődbe került. 1857-ben a cár beleegyezett, hogy kormánya tárgyalásokba kezdjen az amerikai kormánnyal Alaszka eladásáról. Gorcsakov Konsztantyin Nyikolajevics nagyherceg, tengernagytól, a cár öccsétől kapta az első instrukciókat erre vonatkozólag. Gorcsakov egyetértett az eladással, mert újabb brit–orosz konfliktustól tartott, és Alaszkát védhetetlennek ítélte a brit flotta támadása ellen. Kezdeményezte a tárgyalást az amerikai féllel, de szerződés konkrét egyeztetésein már nem vett részt. A megegyezés több évet késett, az érvényben lévő kereskedelmi koncessziók és az 1861-ben kitört amerikai polgárháború miatt. A szerződést végül 1867. március 29-én írták alá, a vételárat 7,2 millió dollár értékű aranyban határozták meg.

#### Közeledés a Francia Császársághoz

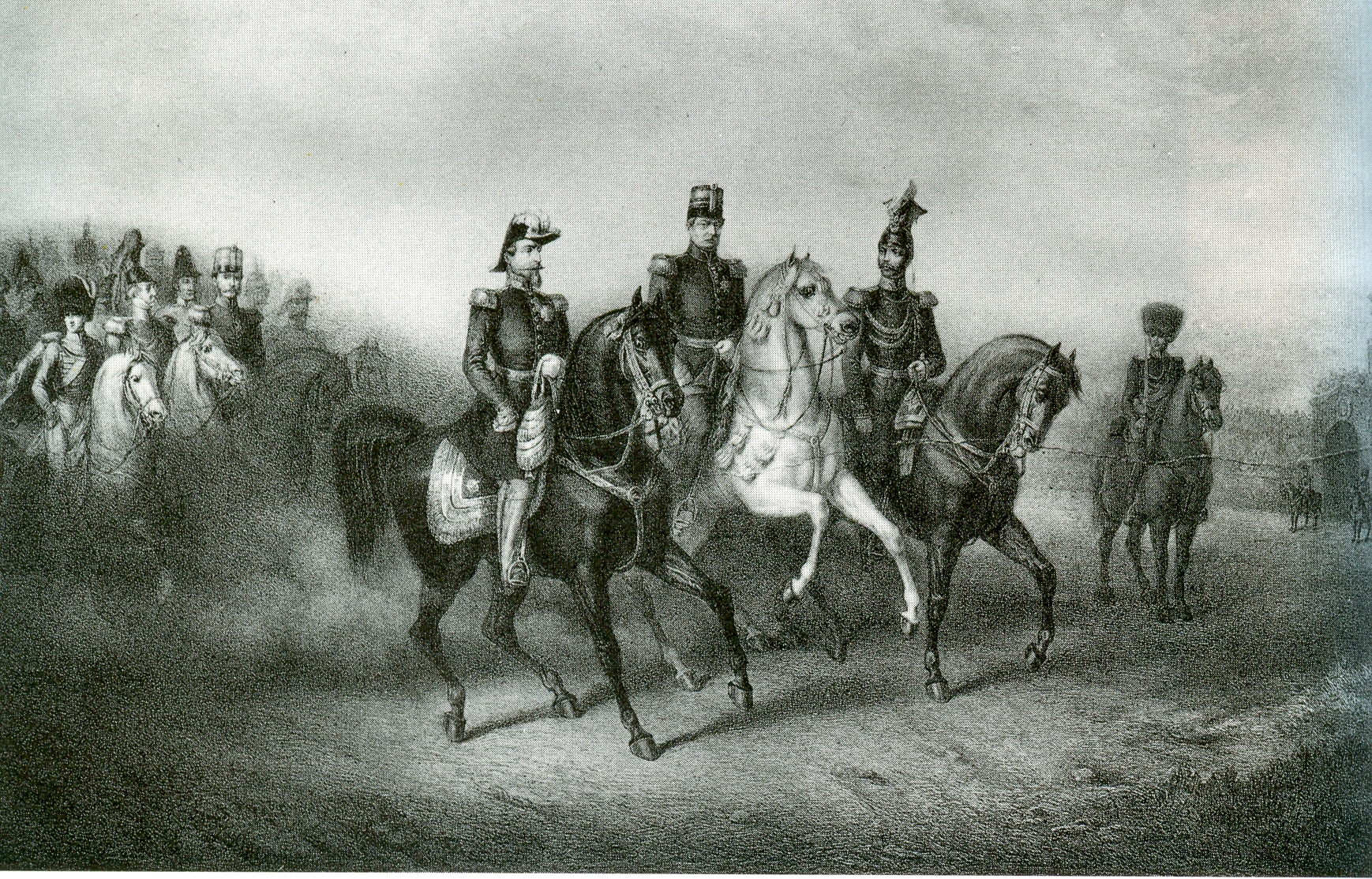
A stuttgarti császártalálkozó: III. Napóleon, I. Vilmos király és II. Sándor cár

Gorcsakov a legfontosabbnak a Franciaországhoz fűződő viszony normalizálását tartotta. Először III. Napóleon francia császár felé mutatott békülékenységet. II. Sándor cár már 1856 végén azt tervezte, hogy a formálisan is felmondja a párizsi békeszerződés Besszarábiára és a Fekete-tengerre vonatkozó rendelkezéseit. Gorcsakov az egész egyezményt „kilyuggatott vászonnak” minősítette. 1856 szeptemberében Palmerston brit miniszterelnök a francia külügyminiszternek írt éles hangú levelében kifogásolta Franciaország barátkozását az Orosz Birodalommal.
1857 szeptemberében Stuttgartban került sor a „két császár találkozójára”, melynek hivatalos „fedőeseményét” I. Vilmos württembergi király 76. születésnapja szolgáltatta. Az ünnepségek után tartott megbeszélésen II. Sándor cár megígérte III. Napóleon császárnak Oroszország jóindulatú semlegességét, ha Franciaország konfliktusba kerülne a Habsburg Birodalommal Itáliában. Két évvel később, az 1859-es szárd–francia–osztrák háborúban az Osztrák Császárság hadereje súlyos vereséget szenvedett Franciaország és a Szárd-piemonti Királyság csapataitól. Gorcsakov és az orosz diplomácia örömmel nyugtázta az eseményt, amelyet az Oroszországot a krími háborúban cserben hagyó Ausztria „diplomáciai megbüntetéseként” értelmeztek.

#### Szövetség Poroszországgal
Bár Gorcsakov a Franciaországhoz való közeledést pártolta, II. Sándor cár erősen hajlott a németbarátságra. 1863-ban III. Napóleon – Gorcsakov nagy csalódására – aktívan támogatta az 1863. januári lengyel felkelést. Az orosz–francia viszony megromlott, a cári politika a Porosz Királysághoz közeledett. Bismarck kancellár utasítására Gustav von Alvensleben vezérőrnagy, porosz királyi főadjutáns 1863. február 8-án Szentpéterváron megkötötte Gorcsakov külügyminiszterrel az ún Alvensleben-konvenciót, melynek értelmében Poroszország segítséget ad az Orosz Birodalomnak a lengyel felkelés elfojtásában és kiadja Oroszországnak az oda menekülő lengyeleket, cserébe Oroszország szabad kezet ad Poroszországnak a Német Szövetség ügyeiben. A szerződés Bismarck első külpolitikai sikere volt, biztosította Oroszország semlegességét a német egységért indítandó háborúkban. Az 1864-ben Dánia ellen indított schleswig–holsteini háborúban és az 1866-os porosz–osztrák háborúban Poroszország háta biztosítva volt. A szerződés még 1870–71-es porosz–francia háborúra is hatással volt. III. Napóleon 1871-es vereségét és lemondatását az orosz uralkodó és a hadvezetés elégedetten vette tudomásul. Gorcsakov (Bismarck támogatásával) már 1870. október 31-én, a nagyhatalmak londoni konferenciáján felmondta az 1856-os párizsi szerződés rákényszerített korlátozásait, cserébe megadta a Német Császárságnak a szabad hajózás jogát a Fekete-tengeren. Az új feltételeket az 1871-es londoni egyezmény rögzítette.

### Oroszország államkancellárja
1867-ben Gorcsakovot az Orosz Birodalom államkancellárjává is kinevezték, külügyminiszteri tisztségének megtartásával.

#### Francia vagy német orientáció
1871. augusztus 31-én Adolphe Thiers-t választották meg a Francia Köztársaság elnökévé. A szentpétervári francia nagykövet révén Gorcsakov baráti viszonyt ápolt az új elnökkel. Megkísérelte, hogy a konzervatív Thiers-t bevonja egy olyan európai szövetségi rendszerbe, amely a forradalmi mozgalmak ellen irányulna. Meg kellett azonban hajolnia II. Sándor cár franciaellenessége és németbarátsága előtt. Az uralkodó arra utasította, hogy az újonnan létrejött Német Császársággal keressen szövetséget.
1872. szeptember 6–11 között Berlinben ünnepélyes császártalálkozót (Dreikaisertreffen) tartottak, ahol I. Vilmos német császár, Ferenc József osztrák császár, magyar király és II. Sándor orosz cár az európai császári monarchiák összetartását, együttműködését kívánták demonstrálni. Az ünnepségek kulisszái mögött a külügyminiszterek, Bismarck kancellár, Andrássy Gyula gróf és Gorcsakov tárgyaltak az aktuális kihívásokról: az európai forradalmi mozgalmakról, a köztársasági Franciaország megítéléséról, és az orosz–osztrák viszony javításáról a balkáni ügyekben. Konkrét megegyezésekre nem került sor, de Bismarck támogatást szerzett saját külpolitikai koncepciójához, és előkészíthette a három császár 1873-as egyezségét.

#### Együttműködés a Brit Birodalommal
Az Orosz Birodalom folyamatos nyomulása Brit-India felé nyugtalanította a Brit Birodalmat. (A nagyhatalmak egymás kijátszására irányuló gyarmatszerző manővereit a kortársak „a nagy játszmának” nevezték.) Az orosz külpolitikának ez a területe kívül esett Gorcsakov hatáskörén, mert Közép- és Kelet-Ázsia ügyeit a különálló Ázsia-Minisztérium és az orosz haderő parancsnoksága intézte.
Gorcsakov mégis kezdeményezett egy tárgyalást, hogy a Közép-Ázsia déli részén Nagy-Britanniával szemben növekvő feszültséget enyhítse. 1873 januárjában az Orosz és a Brit Birodalom egyezményt kötött, melynek értelmében ütköző (puffer) zónát hoztak létre az orosz és a brit érdekeltségű területek között, a Buharai Emírségből és az Afgán Emírségből. Ez a szerződés hasznosnak bizonyult az 1875-ös ún. „Krieg-in-Sicht-válság” megoldásában, amikor az 1871-ben alakult, még gyenge Német Birodalom kancellárja (a fenti című újságcikk szerzőjének neve mögé rejtőzve) igyekezett kitapogatni az európai hatalmak várható reakcióját egy, a revansista Franciaország ellen indítandó preventív háború esetére, amit Moltke tábornagy követelt. Benjamin Disraeli, az 1874-ben kinevezett brit miniszterelnök ekkor elfogadta Gorcsakov javaslatát, és csatlakozott a brit–francia–orosz közös ultimátumhoz, mely bármiféle további német akció esetén közös háromhatalmi fellépést helyezett kilátásba. Bismarck megértette a jelzést és lemondott a további terjeszkedésről. Később azonban ez a szerződés Nagy-Britanniának kiváló ürügyet biztosított, hogy újabb területi igényeket támasszon. Disraeli 1876-ban Viktória brit királynőt felruháztatta az India császárnője hivatalos címmel, majd 1878 novemberében az Indiában állomásozó brit csapatokat Afganisztán elfoglalására indította, ezzel végső fokon Oroszországot hátrányba hozta.

#### Három császár egyezménye (1873)

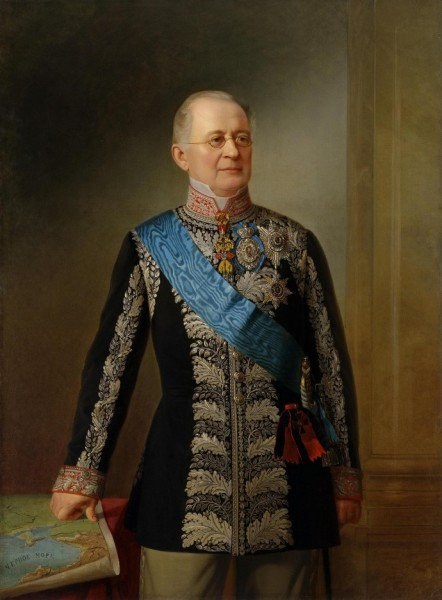
Alekszandr Gorcsakov (1874), Georg von Bothmann festménye

1873. május 24-én a francia royalisták a nemzetgyűlésben megbuktatták a köztársaságpárti Thiers elnököt, helyére Patrice de Mac-Mahont választották. Vele az oroszok nem akartak szövetségről tárgyalni, mert a krími háborúban személyesen részt vett Szevasztopol ostromában. Gorcsakovnak fel kellett adni franciabarátságát, és elfogadni az osztrák–német közeledést. 1873 júniusában Ferenc József császár és II. Sándor cár Schönbrunnban kétoldalú katonai konvenciót kötöttek, októberben I. Vilmos császár részvételével ugyanott megkötötték a három császár egyezményét (Dreikaiserabkommen), a Német Császárság, az Orosz Birodalom és az Osztrák–Magyar Monarchia uralkodóinak jóindulatú együttműködéséről politikai kérdésekben.
1875-ben Bismarck (álnéven) megszellőztette egy Franciaország elleni preventív offenzíva lehetőségét. Az ún. „Háború a láthatáron” (Krieg-in-Sicht) néven elhíresült politikai válsághelyzetben Gorcsakov Franciaország oldalára állt a Német Császársággal szemben, meggyengítve az 1873-as egyezményt, és megszilárdítva Mac-Mahon elnök helyzetét, aki így folytathatta a revansizmus és a németellenes fegyverkezés politikáját.

#### A Balkán felosztása
Az 1875–1878 között kibontakozó balkáni válság során, 1876 áprilisában az Oszmán Birodalom csapatai leverték a bolgárok felkelését. Gorcsakov azt javasolta, küldjenek orosz csapatokat a déli határvidék biztosítására, a balkáni szláv népek megsegítésére. Ehhez Ausztria-Magyarország feltétlen semlegességégére volt szükség, a meggyengült 1873-as egyezményt meg kellett erősíteni. 1876 júliusában Gorcsakov a reichstadti kastélyben háromoldalú tárgyalást hívott össze. A reichstadti konvencióban Ausztria–Magyarország semlegességéről biztosította Oroszországot egy Oszmán Birodalom ellen indított háború esetére. A Balkánt felosztották a Monarchia és Oroszország érdekszférái szerint. A fennmaradt vitás kérdéseket – a Bosznia-Hercegovinára bejelentett osztrák-magyar igényt és Bulgária függetlenségét – néhány hónappal később, 1877 januárjában, a titkos budapesti szerződésben rendezték.
A Német Császársággal Gorcsakov nem kötött külön semlegességi egyezményt, mivel Bismarck 1876. december 5-én a Reichstagban elmondott beszédében kijelentette, hogy a Német Császárságnak nincsenek különleges érdekei a Balkánon, utalva Németország semleges álláspontjára balkáni ügyekben.

#### A berlini kongresszus
Az 1877–78-as orosz–török háború kirobbanása előtt Gorcsakov a felek megbékítésével próbálkozott, de nem szegülhetett szembe az orosz közvélemény egyre erősödő pánszláv rokonszenvével. Az orosz győzelem után megkötött San Stefanó-i békeszerződésben Oroszország jelentős területeket szerzett a Balkán-félszigetén és Anatóliában, és kialakította Nagy-Bulgáriát. A sikerek miatt a nyugat-európai nagyhatalmak intervenciót helyeztek kilátásba. Bismarck ekkor Oroszország ellen fordult, az általa megszervezett berlini kongresszus határozatai megfosztották Oroszországot a győzelem gyümölcsétől. Fel kellett adnia balkáni befolyási övezetét, és le kellett mondania Nagy-Bulgária létrehozásáról is. Gorcsakov a berlini kongresszust saját személyes kudarcaként élte meg, egész életpályája legnagyobb megaláztatásának nevezte. A kudarc nyomán Gorcsakov helyzete meggyengült.
1878. augusztus 8-án Bismarck kancellár egy magánlevélre ezt a széljegyzetet írta: „Gorcsakov csak nyűg Oroszországon és annak barátain, ez utóbbiak minden jóakarata sem elég ahhoz, hogy ostobaságainak következményeit elhárítsák.” 1879 tavaszán a német sajtóban sajtókampány indult Gorcsakov személye ellen, mely mögött szintén Bismarck kezét sejtették.
1879. augusztus 15-én (julián naptár sz. 3-án) II. Sándor cár éles hangú levelet írt nagybátyjának, I. Vilmos császárnak, amelyben Bismarck kancellárt azzal vádolta, hogy Gorcsakovval szemben érzett személyes ellenszenve miatt veszélybe sodorja a német–orosz diplomáciai kapcsolatokat. A cár felszólította a császárt, hogy támogassa Oroszország balkáni terjeszkedését, akár az Osztrák–Magyar Monarchia neheztelése ellenében is. Cserébe a cár garantálná a Német Császárság biztonságát. Vilmos császár 1879 szeptemberében Vilmos Oroszországba látogatott, ahol személyes beszélgetésben enyhítették a kialakult feszültséget. Bűnbaknak Pavel Pavlovics Ubri grófot, berlini orosz nagykövetet tették meg, akit visszahívták posztjáról.
Mindez nem akadályozta meg Bismarckot, hogy 1879. október 7-én titokban megkösse Andrássy osztrák–magyar külügyminiszterrel a közvetlenül Oroszország ellen irányuló kettős szövetséget, amelynek létezését egészen 1888-ig titokban tartották.

#### Utolsó évei
Gorcsakov hasonló helyzetbe jutott, mint elődje. Nesselrode külügyminiszter idején a krími háború következtében végzetesen megromlott Ausztria–Magyarország és az Orosz Birodalom viszonya. Gorcsakov idején a berlini kongresszus határozatai nyomán a német–orosz kapcsolatok romlottak meg. Mind Nesselrodénak, mind Gorcsakovnak csalódnia kellett, amikor korábbi szövetségesüktől ellenszolgáltatásként támogatást – vagy legalább jóindulatú semlegességet – vártak el Oroszországnak az Oszmán Birodalom elleni terveihez. Ennek nyomán Gorcsakov továbbra is a Franciaországhoz közeledést pártolta.
II. Sándor cár 1881-es meggyilkolása és III. Sándor trónra lépése után a betegeskedő Gorcsakov egyre inkább kivonta magát az aktív politizálásból, egyre hosszabb időt külföldön. A külügyek irányítása Dmitrij Alekszejevics Miljutyin grófnak, a korábbi hadügyminiszternek kezébe csúszott át. 1882-ban Gorcsakov hivatalosan is benyújtotta lemondását, utódjává az uralkodó Nyikolaj Karlovics de Giers-t (1820–1895) nevezte ki, aki 1875 óta a külügyminiszter helyettese volt. De Giers, aki Gorcsakov egyik unokahúgának, Olga Georgijevna Kantakuzennek (1830–1903) a férje volt, szívósan folytatta elődjének franciabarát politikáját. 1890-re megszilárdította a Franciaországhoz fűződő kapcsolatot, és 1894-re létrehozta a francia–orosz szövetséget, az első világháborús antant magvát.

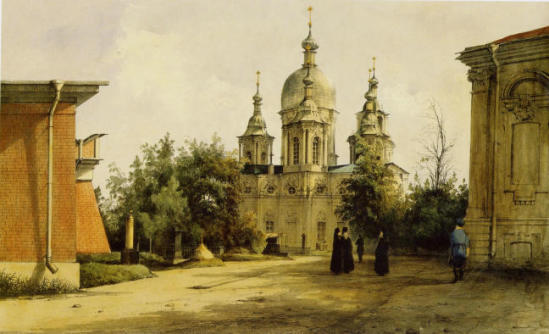
A sztrelnai Szentháromság-székesegyház (1840-es festmény)

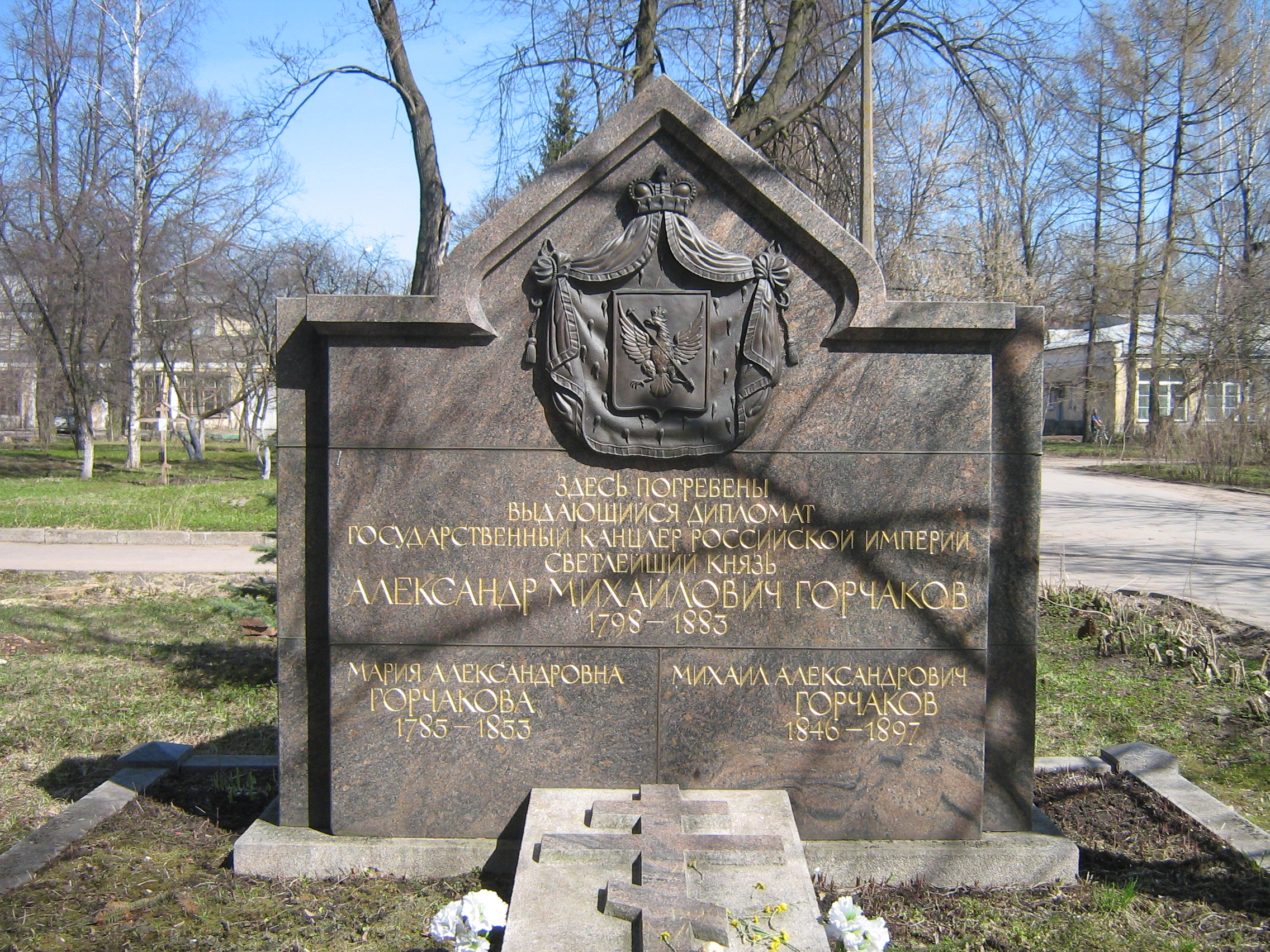
Gorcsakov és családtagjainak sírhelye

Gorcsakov herceg 1883. március 11-én hunyt el Baden-Badenben. Sztrelnában temették el, a Tengerparti Szent Szergej-kolostoregyüttes területén, a Szentháromság-székesegyház temetőjében, 1853-ban elhunyt felesége, Marija Alekszandrovna mellé. 1897-ben ugyanide temették ifjabb fiukat, a gyermektelenül elhunyt Mihail Alekszandrovicsot is.

## Öröksége
Gorcsakov herceg hosszú időn át gyűjtötte európai festők festményeit, aktív kereskedést folytatott más gyűjtőkkel, élete végére Szentpétervár egyik legértékesebb festménygyűjteményével rendelkezett. Az 1917. októberi forradalom után gyűjteményét államosították, és szinte teljes egészében a leningrádi Állami Ermitázs Múzeum gyűjteményében helyezték el. Idő múltával a festmények átkerültek a moszkvai Puskin Múzeumba és a Szovjetunió más múzeumaiba is. 1998-ban az Ermitázs nagy kiállítást rendezett az Alekszandr M. Gorcsakov-gyűjteményből.
Hátrahagyott levelezésében a kutatók egy addig ismeretlen Puskin-verset találtak, „A szerzetes” (oroszul: Монах, ejtsd Monah) címűt, a költő saját kézírásával, még Gorcsakovval közös gimnáziumi éveikből.

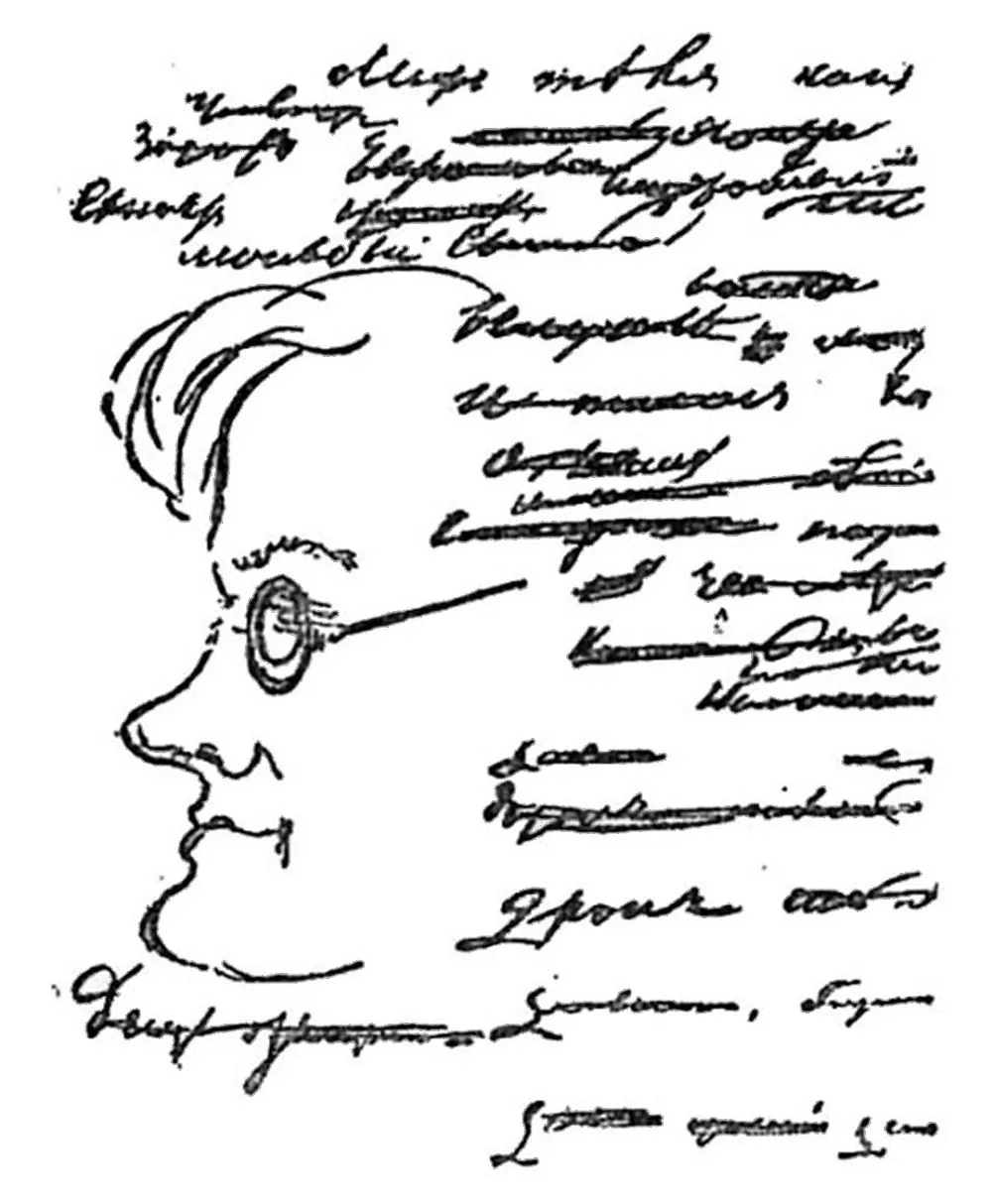
Puskin rajza Gorcsakovról

## Érdekességek
- Iskolai osztálytársa, Puskin, a költő egy arcképet rajzolt Gorcsakovról, és egyik korai versében a szerencse gyermekének nevezte őt, akire sikeres életút vár.
- Állítólag Gorcsakov – mások szerint I. Sándor cár – nevezte elsőként „Európa beteg emberének” az Oszmán Birodalmat, célozva annak feltartóztathatatlan hanyatlására, melynek jelei a 19. század közepén már szembeötlően megmutatkoztak.

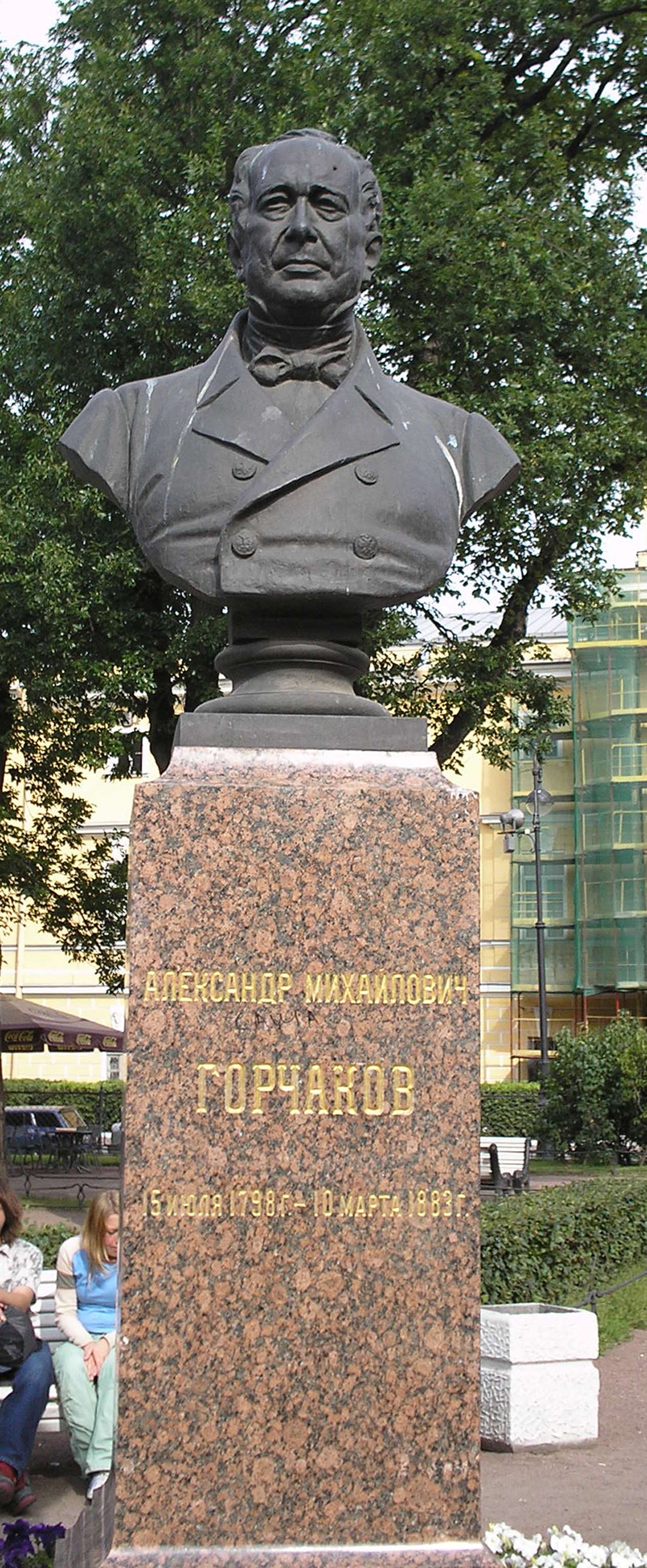
Szobra Szentpéterváron

## Kitüntetései és érdemrendjei
Külföldi államok kitüntetései és érdemrendjei
- Becsületrend (Franciaország)
- Aranygyapjas rend (Osztrák Császárság)
- Magyar Királyi Szent István-rend (Magyar Királyság)
- Fekete Sas-rend (Poroszország)
- Lajos-rend (Hesseni Nagyhercegség)
- Hűség-rend (Badeni Nagyhercegség)
- Angyali Üdvözlet rendje (Annunciáta-rend, Olasz Királyság)
- Szerafin-rend (Svéd Királyság)
- Elefánt-rend (Dán Királyság)
- Korona-rend (Württembergi Királyság)
- Dannebrog-rend (Dán Királyság)

Orosz kitüntetések és érdemrendek
- Szent András-rend
- Szent Vlagyimir-rend első és második osztálya
- Alekszandr Nyevszkij-rend
- Császári és Királyi Fehér Sas-rend
- Szent Anna-rend első és második osztálya
- Szent Szaniszló-rend első és második osztálya

## Emlékezete

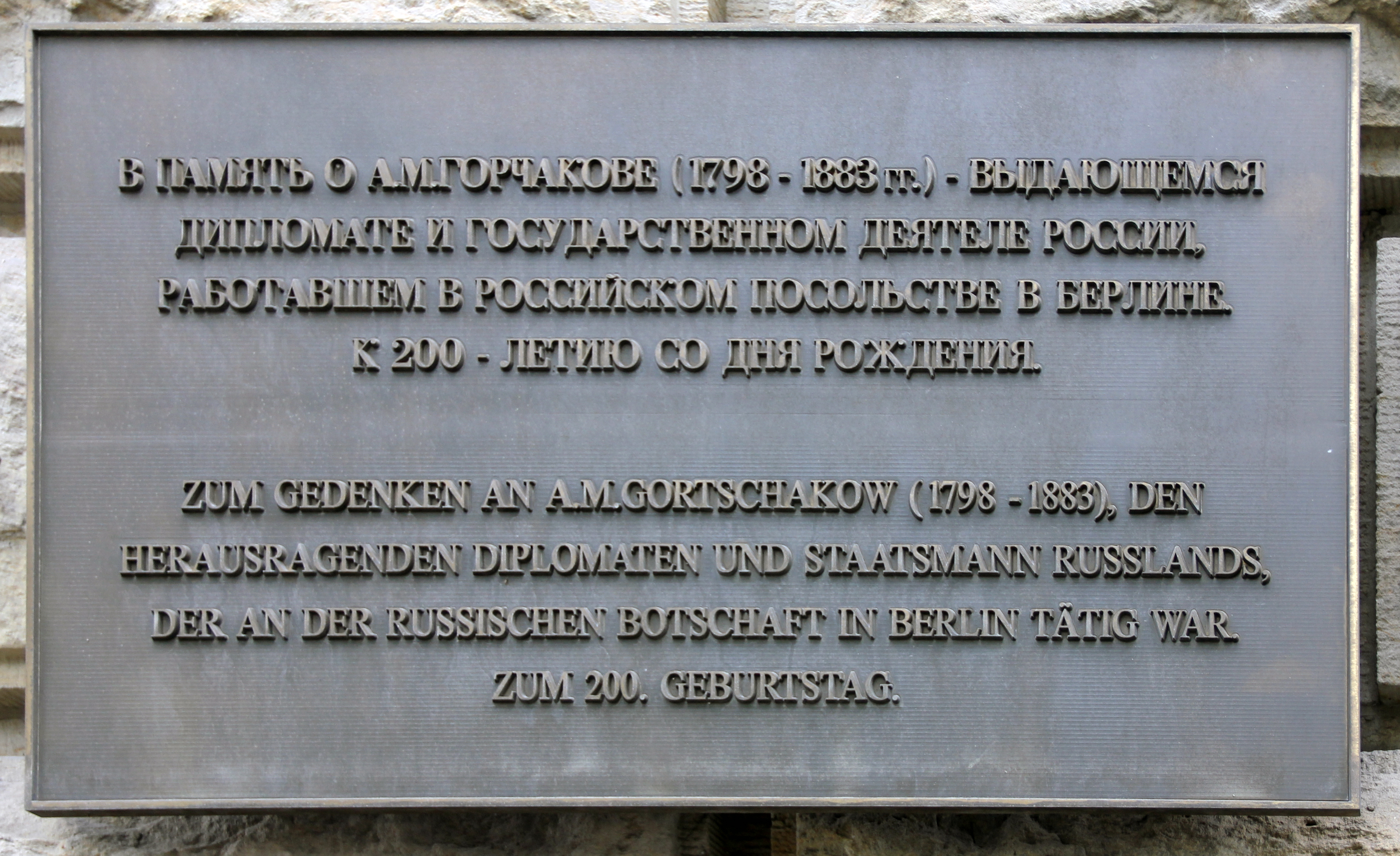
Emléktáblája Berlinben

- 1998-ban róla nevezték el az 1974-ben felfedezett „5014 Gorchakov” kisbolygót.
- 1998. november 10-én Berlin Mitte kerületében, az Unter den Linden sugárút 63. szám alatt, Oroszország Nagykövetségének épületén felavatták emléktábláját.
- 2010-ben Dmitrij A. Medvegyev, az Orosz Föderáció akkori elnöke megalapította az „Alekszandr Gorcsakov Alapítványt az átlátható diplomáciáért”.